# Шаров, Пётр Фёдорович
Петр Федорович Шаров (12 мая 1886, Пермь — 18 апреля 1969, Рим) — театральный актёр, режиссёр и преподаватель
В труппе МХТ с 1917 по 1919.
После 1919 года в эмиграции. Работал во многих театрах Европы.
В 1923—1927 годах был артистом Пражской группы МХТ.
В 1927 году возглавил театр в Дюссельдорфе, а спустя двадцать лет — Национальный театр Амстердама (Штадтшаубург).
В 1929 году переехал в Италию, где работал режиссером в разных театрах.
В 1938 году в Риме создал театр «Элезио», в 1945 году основал Свободную академию театра.
Умер в Риме (Италия), похоронен на кладбище Тестаччо.

## Кинофильмы
- Раскольников Raskolnikow, год 1923, Германия, режиссер Роберт Вине